# Bisdom São Gabriel da Cachoeira
Het bisdom São Gabriel da Cachoeira (Latijn: Dioecesis Cachoëirensis) is een rooms-katholiek bisdom met als zetel São Gabriel da Cachoeira, in Brazilië. Het bisdom is suffragaan aan het aartsbisdom Manaus.

## Geschiedenis
Het bisdom werd opgericht op 19 oktober 1910, als de apostolische prefectuur  Rio Negro, uit delen van het bisdom Amazonas. Op 1 mei 1925 werd het verheven tot territoriale prelatuur, en was suffragaan aan het aartsbisdom Belém do Pará. Op 16 februari 1952 wisselde het van kerkprovincie en werd suffragaan aan aartsbisdom Manaus. Op 30 oktober 1980 werd het verheven tot bisdom, waarna het op 21 oktober 1981 van naam wijzigde naar bisdom São Gabriel da Cachoeira. 

## Parochies
Het bisdom had in 2020 een oppervlakte van 294.598 km2 en telde 102.600 inwoners waarvan 98,3% rooms-katholiek was.

## Bisschoppen
- Pedro Massa (5 april 1941 - 13 juni 1967; apostolisch administrator sinds 1925)
  - José Domitrovitsch (coadjutor: 19 december 1949 - 5 augustus 1961)
  - João Batista Marchesi (coadjutor: 21 mei 1962 - 13 juni 1967)
- Michele Alagna Foderá (13 juni 1967 - 27 februari 1988)
- Walter Ivan de Azevedo (27 februari 1988 - 23 januari 2002; coadjutor sinds 13 mei 1986)
- José Song Sui-Wan (23 januari 2002  - 4 maart 2009)
- Edson Tasquetto Damian (4 maart 2009 - 8 november 2023)
- Raimundo Vanthuy Neto (8 november 2023 - heden)

Manaus (aartsbisdom) · Alto Solimões · Borba · Coari · Itacoatiara (territoriale prelatuur) · Parintins · Roraima · São Gabriel da Cachoeira · Tefé (territoriale prelatuur)